# Де Хевиланд DH.98 Москито
Де Хевиланд  Москито (енгл. de Havilland DH.98 Mosquito) је био британски вишенаменски двомоторни војни авион. Учествовао је у бројним мисијама током Другог светског рата. За време и после рата користили су га првенствено РАФ, али и многа друга војна ваздухопловства. Поред пилота у пилотској кабини налазио се и навигатор. Москито је првобитно био замишљен као дневни бомбардер, авион за навођење, дневни и ноћни ловац, ловац-бомбардер, морнарички и извиђачки. Његови творци су га замислили без икаквог одбрамбеног оружја (био је пројектован како би био способан да побегне непријатељским ловцима) што је било необично за бомбардере тог времена. Упркос почетним губицима Москито је из рата изашао са просечно најмање изгубљених авиона типа бомбардер. Укупно је израђено 7.781 Москито авиона од којих 6.710 у току Другог светског рата.
На плановима за изградњи авиона почело се радити 1938. године. Тек 1940. направљена су три прототипа, сваки другачијег изгледа. Први је 25. новембра 1940. полетео прототип бомбардера W4050, 15. маја 1941. полетео је ноћни ловац и на крају 10. јуна 1941. верзија авиона за извиђање. Прототип за извиђање био је основа за изградњу PR Mk-I Москита који је полетео 20. септембра 1941. године.

## Пројектовање и развој
Концерн де Хевиланд је започео са радом на пројектовању авиона који ће се појавити као Москито у октобру 1938, припремајући по приватној иницијативи бомбардер велике брзине с редним моторима Ролс-Ројс Мерлин. Изабрана је дрвена конструкција, јер је лагана и чврста, јер је де Хевиланд с њом већ имао искуства и јер се тај рад могао вршити у кооперацији с другим фирмама, како се њиме не би оптерећивала једна већ до крајњих граница својих капацитета искоришћена авионска индустрија. У децембру 1939. почело је министарство ваздухопловства показивати интерес за пројекат де Хевиланда и у марту следеће године наручено је 50 авиона де Хевиланд Москито. Услед пречих потреба у периоду битке за Британију, изградњи прототипа Москита није се могла дати нека посебна предност. Ипак је први прототип полетио у новембру 1940. Био је то привлачан авион чистих аеродинамичких линија који је ускоро показао натпросечне особине у погледу перформанси и управљања. Убрзо је извршено и испитивање његове операционе употребљивости и ти су експериметни дали такође добре резултате да је авион пуштен у производњу, а наруџба већ споменутих 50 комада подељена је на 10 авиона PR Mark I, 10 авиона B Mark 4 и 30 авиона NF Mark II. Како већина авиона типа Москито спада у једну од одве три категорије (енгл. PR - Photographic-reconnaissance - авион за фотографисање и извиђање), (енгл. B - Bomber - бомбардер) и (енгл. F - Fighter - ловац), о Москиту је добро говорити по типовима, а не строго хронолошки по реду ознака.

### Типови и варијанте
Бомбардерске варијанте. На основи прототипа бомбардера израђено је око 273 авиона B Mk-IV. Први лет био је у мају 1942. године. Могао је понети 4 бомбе (смештене у унутрашњем спремишту) од 227 kg и два додатна резервоара за гориво овешена на крилима. Уместо резервоара на носаче су се могле поставити две додатне бомбе. Mk-IX верзија је била способна за лет на већим висинама. Следи Москито Mk-XVI израђен у 1200 примерака који је могао понети 1816 kg бомби у унутрашњем спремишту.
Ловачке варијанте. Први Москито - ловац способан за ноћне летове је NF Mk-II. Израђен је у 466 примерака, а први лет имао је у јануару 1942. године. Био је наоружан са четири топа калибра 20 mm смештених у предњем доњем делу трупа и четири митраљеза од 7,7 mm смештених у носу авиона. Од 97. примерка уграђује се радар и настаје нова верзија NF Mk-XIII. Израђено је 270 авиона верзије NF Mk-XIII. Радар смештен у носу авиона делио је простор са митраљезима. Остали ноћни ловци са мањим изменама били су Mk-XV, Mk-XVII, Mk-XIX и Mk-30. После рата израђене су још две верзије, NF Mk-36 покретана са Мерлин 113/114 моторима и NF Mk-38 са британским радаром.
Ловачко-бомбардерске варијанте. FB Mk-VI ловац-бомбардер, је верзија направљена у 2718 примерака. Први лет био је у фебруару 1943. Могао је да носи две бомбе од 230 kg у простору за бомбе и две овешене о крила. Од 1944. године авиони са уграђеним носачима за осам ракета коришћени су у нападима на бродове. FB Mk-XVIII је још једна верзија ловца-бомбардера. Био је опремљен топом од 57 mm и шест противтенковских топова мањег калибра са могућношћу појединачног и аутоматског испаљивања смештених у носу, поред два митраљеза од 7,7 mm.
Морнаричке и извиђачке варијанте. Москито TR Mk-33s је авион прилагођен за потребе морнарице, израђен у 50 примерака. Ради заузимања што мање простора имао је преклопна крила, радарску куполу на носу и носаче за торпеда на трупу. Москито TR Mk-37s је исти авион са уграђеним побољшаним радаром. Морнарица је такође користила TT Mk-39 за вучу мета. РАФова верзија TT Mk-35, која је била намењена такође за вучу мета, је била последњи Москитов авион у оперативној употреби и приземљен је 1956. године.

## Технички опис
Де Хевиланд DH.98 Москито је средњокрили борбени авион дрвене конструкције са два мотора на крилима авиона. Труп авиона је елиптичног и кружног попречног пресека монокок конструкције.
Труп авиона је био овалног попречног пресека, направљен од два слоја вишеслојне лепенке дебљине од 4,5 до 6 mm између којих се по дужини трупа налазиле дрвене летвице које су давале трупу уздужну крутост. Повезивање елемената облога трупа авиона се обављао помоћу казенског лепка и месинганих завртњева за дрво, а импрегнација дрвених елемената се обављало формалдехидом. Труп авиона се формирао из две уздужне половине које су се формирале на посебним алатима. Кроз тако формиране половине провлачиле су се по унутрашњим зидовима трупа све потребних инсталација а затим вршило њихово спајање. Пре него што се труп споји са крилом врши се завршна обрада спољне површине трупа, труп се облепи специјалним импрегнираним платном и премаже се са неколико слојева лака.
На почетку трупа се налазила кабина пилота са два седишта једно поред другог, посаду су обично сачињавали пилот и навигатор. Пилотска кабина је била нешто издигнута у односу на труп авиона што је посади обезбеђивало бољу прегледност околине авиона.
Иза пилотске кабине налази се бомболук за смештај 4 бомбе са по 227 kg. Код извиђачких варијанти Москита уместо бомби у бомболук су смештани резервоари за гориво у циљу повећања долета авиона. Код ливачких верзија у кљуну су била смештена 4 митраљеза Браунинг калибра 7,7 mm а испод њих су се налазила 4 топа Хиспано Mk.II калибра 20 mm. Код ноћних ловаца и морнаричких авиона типа Москито у кљуну се уместо 4 митраљеза уграђивао радар. Код морнаричких авиона уместо четири топа налази се један топ калибра 57 mm, који се показао као одлично средство за напад на трговачке бродове или подморнице.
Погонска група авиона Москито су била два мотора Ролс Ројс Мерлин 12-то цилиндрични мотор V распореда цилиндара и течношћу хлађен. Како се развијао мотор Мерлин тако се и уграђивао у авионе Москито. Почело је са моделом 21 (1.460 KS) па до модела 114 (1.710 KS). Сви модели ових мотора су са редуктором, почетни модели су били без компресора а касније је у ове моторе уграђивани једностепени и двостепени турбо компресори. На вратило мотора су уграђиване трокраке металне елисе Хамилтон хидроматик са променљивим кораком. На морнаричке торпедне Москитосе уграђиване су елисе са четири крака.
Крила авиона Москито су са две рамењаче кутијастог типа. Конструкција је дрвена а облога је нарочита сендвич израда између две вишеслојне лепенке дужином крила су биле постављене дрвене лајсне које су повећавале уздужну крутост крила. Оваква облога крила је била веома јака и омогућила је овом авиону велико специфично оптерећење које је проузроковано теретом који је могао да понесе као и велико g оптерећење које настаје у лету авиона.
Облик крила је трапезаст а нападна ивица је управна у односу на труп авиона. Технолошки крило је представљало једну целину, било је дебелог профила и било је потпуно завршено пре монтаже на труп авиона. Са предње стране крила су били причвршћени мотори Ролс Ројс Мерлин. Носачи мотора су направљени од танкозидих челичних цеви заварених аутогеним заваривањем. Капотажа мотора је била направљена од алуминијумског лима као и врата за затварање гондоле у коју се увлаче предње ноге стајног трапа. Између мотора и трупа авиона на предњој ивици крила су се налазили хладњаци за расхладну течност мотора. На излазној ивици крила су се налазила закрилца и елерони којима се управљало хидрауличним путем. Покретни делови крила (закрилца и елерони) су направљени као алуминијумска конструкција обложена импрегнираним платном. У унутрашње шупљине крила (кутије) су смештени резервоари са горивом запремине 2.450 литара направљених од дуралуминијумског лима а са унутрашње стране обложени самозаптивном гумом.
Вертикални и хоризонтални стабилизатори су направљени као дрвена конструкција са облогом од вишеслојне дрвене лепенке. Конструкција покретних делова кормило правца и кормило дубине су направљени од легуре алуминијума и пресвучене импрегнираним платном.
Стајни трап авиона Москито је класичан са две предње ноге и задњег точка који се налази испод репа авиона. Све гуме авиона су нископритисне и релативно великог пречника. Предњи точкови су били опремљени хидрауличним кочницама а у ногама стајног трапа конструктивно изведене у облику виљушке су били уграђени уљни амортизери удара при слетању авиона. Предње ноге стајног трапа су се увлачиле уназад у простор гондоле иза мотора уз помоћ хидрауличног уређаја, а задњи точак се такође у току лета увлачио у репни део трупа авиона. Гондола мотора су направљене од дрвета сем врата која затварају простор у коме се налазе увучени точкови.

## Оперативно коришћење
Де Хевиланд DH.98 Москито никада кроз своју каријеру није носио дефанзивно наоружање, јер је једноставно био неухватљив за своје противнике. Немачка фрустрација овим авионом је била толика да су покушали да произведу своју верзију Москита. Тако је настао Фоке Вулф Та 154, сличан по концепту, али у историји не претерано запамћен прототип. Могло би се рећи, да је тек млазни Арадо 234 имао потенцијал да достигне Москитову славу.

## Корисници
| - Аустралија - Белгија - Бурунди - Канада - Република Кина - Чехословачка | - Доминиканска Република - Француска - Израел - Нови Зеланд - Норвешка - Пољска - Јужна Африка | - Совјетски Савез - Шведска - Турска - Уједињено Краљевство - Сједињене Државе - Југославија |

## Москито у југословенском наоружању 1951—1963.
Представници ваздухопловно-техничке управе ЈРВ боравили су 1951. године у Великој Британији ради конкретних преговора око набавка авиона. Тада је постигнут договор о испоруци већег броја авиона де Хевиланд Москито (Москито - комарац). Испоруке је требало да уђу у оквир МДАП система западне војне помоћи (енгл. MDAP - Mutual Defence Aid Programme - програм за заједничку одбрану) у који је Југославија укључена потписом пакта о војној сарадњи (енгл. Military Assistance Pact) 14. новембра 1951. године у Београду. Москитоси су почели да пристижу у Југославију, чак и пре званичног отпочињања испорука технике кроз систем МДАП.
Москито, као у исто време набављени Репаблик F-47D Тандерболт, замењују застарелу совјетску технику: први бомбардере Петљаков Пе-2, а други читаву гаму осталих типова. Увођењем ових авиона створени су повољни услови за обуку ваздухопловних јединица, посебно у летењу у сложеним метео условима и ноћу. Авионима Москито пренаоружана је комплетна 32. Ваздухопловна дивизија из Загреба. Дивизија је у свом саставу имала 88. и 109. пук који су, дотада, били наоружани са Пе-2. За опремање ове дивизије, авионе Москито прелећу директно у Загреб током 1952. године британски пилоти. Поред ове дивизије Москитосе добија нови 184. извиђачки пук. Овај пук формиран је 12. фебруара 1952. године на Аеродрому Плесо од расформираних 184. пука лаких ноћних бомбардера наоружаних са По-2 и 715. самосталне извиђачке ескадриле, наоружане са Пе-2. 184. пук потчињен је команди III ваздухопловног корпуса. Москитосе је добио и 97. пук из састава 21. мешовите дивизије за подршку Ратне морнарице у Земунику. 97. пук је, такође, био опремљен са Пе-2. Његова 3. извиђачка ескадрила прва је у оквиру пука примила Мк. 38. Остале две су добиле Мк. 6. Међутим целе 1952. године 97. пук није био борбено способан због преобуке, са изузетком 3. извиђачке ескадриле, која је већ била оспособљена за извиђање под повољним метео условима. У оквиру овог пука на авионима Москито вршена је и обука официра Ратне Морнарице.
Ваздухопловни опитни центар ЈРВ у Батајници добио је почетком 1952. године ради испитивања по један примерак авиона Москито варијанти Мк. 38 и Мк. 6. Мерење перформанси и испитивање понашања у лету вршено је на Мк. 38 (евид. бр. 8045) током марта и априла, а на Мк. 6 (евид. бр. 8064) од маја до јула исте године. Током 1953. године авиони Москито учествују у низ занимљивих задатака: дејствују у близини границе совјетских сателита као одговор на провокације. Марта месеца Москитоси 97. пука, заједно са F-47D из 172. пука, прелећу у Титоград одакле врше почасну пратњу брода којим се Маршал Тито враћао из званичне посете Великој Британији. Провера оспособљености јединица опремљених авионима Москито извршена је на великом маневру одржаном на ширем подручју хрватског Загорја септембра 1953. Иако су половином те године у Југославију стигли први војни млазни авиони Репаблик F-84G Тандерџет и Локид Т-33А авиони типа Москито и F-47D чинили су основну ударну снагу у том периоду.
За време Тршћанске кризе, извиђачки пукови наоружани са Мк. 38, били су очи целокупних снага ЈНА окренутих ка Италији. Набавком 22 млазна извиђача типа Локид  преоружава се 103. извиђачки пук током 1956. године, а све своје авионе Москито предаје другим пуковима. Током те године пук лети са оба типа истовремено! 154. завод за оправку авиона (нешто касније преименован у ваздухопловни завод „Змај“) у Великој Горици, 13. јануара 1955. извршио је своју прву ревизију авиона Москито. Исте године извршена је и ревизија првих авиона Москито у фабрици авиона Утва у Панчеву. Било је много тешкоћа јер није било пратеће техничке документације, па су на пример геометрија и профил крила мерени са авиона. Нова изненађења дошла су 1956. године, настала пре свега војном интервенцијом Совјетске Армије у Мађарској. Авиони Москито 32. дивизије и 184. пука ангажовани су у то критично време на заштити границе као и праћењу „мађарских догађаја“ због чега је извршен већи број задатака. Крајем 1956. године 109. пук ове дивизије почиње преоружавање на други тип авиона и постаје ловачки.
Године 1960. 184. пук расходује свој Мк. 38. Тиме престаје употреба ове верзије у Југославији. Нешто раније 1958. године формирана је 16. Извиђачка ескадрила за потребе ПА артиљерије у Задру. Њен главни задатак био је извиђање на мору и вуча мета за потребе школског центра ПАА у Задру. Ова ескадрила оперисала је са последњим примерцима авиона Москито: 9 Мк. 6 и 2 Мк. 3 све до њиховог потпуног повлачења из употребе 1963. године. У саставу Југословенског ратног ваздухопловства било је укупно 143 авиона типа Москито; 60 авиона варијанте NF Мк. 38 (ови авиони су означени са евиденцијским бројевима у распону од 8001 до 8060), 77 авиона варијанте FB Мк. 6 (били су означени у распону од 8061 до 8143) и 3 Т Мк. 3. Осим ових три Мк. 3, у Југославији је преправљено још девет Москитоса за тренажну употребу.